# Korstogshistoriker
En korstogshistoriker er en historiker hvis primære arbejdsfelt er korstog eller anden samtidig historie relateret til disse og de heraf berørte geografiske områder.
Mange korstogshistorikere beskæftiger sig næsten udelukkende med korsfarerstaterne og deres forhold til muslimerne, mens andre kort og godt holder sig til selve korstogene.
Korstogshistorikerne blev tidligere betegnet som orientalister, da dem der beskæftigede sig med korstogene og korsfarerstaterne også beskæftigede sig med de muslimske staters historie. Igennem de sidste århundreder har korstogshistorikerne, ligesom mange andre typer af historikere, gennemgået en stor udvikling. Fra udelukkende at beskæftige sig med de latinske og græske kilder, begyndte man ligeså langsomt at se mere på de arabiske, georgiske og armenske historieværker.
I mere moderne tid var korstogshistorikere meget præget af Vesteuropas imperialistiske fremstød i verden, hvilket gjorde at de følte en vis pligt til at retfærdiggøre korsfarernes herredømme i Mellemøsten og idealisere dette.
Fra 2. verdenskrig begyndte korstogshistorikere at tage en mere rationel tilgang til kilderne og til deres fag generelt. Dette forhindrede dog ikke, at korsfarerne blev delt i flere "skoler", som hver især fremsatte teorier om opbygningen af korsfarernes stater i Levanten.
I dag er korstogshistorikerne mere neutrale og passive, hvilket gør at man ikke længere fremsætter de helt store teorier om korstogene og korsfarerstaterne.[kilde mangler]

## Eksempler på korstogshistorikere
- Thomas Asbridge (Storbritannien)
- James Brundage (USA)
- Peter W. Edbury (Storbritannien)
- Knud Hannestad (Danmark)
- Amin Maalouf (Frankrig – Oprindelig fra Libanon)
- Hans Eberhard Mayer (Tyskland)
- Helen Nicholson (Storbritannien)
- David Nicolle (Storbritannien)
- Jonathan Phillips (Storbritannien)
- Joshua Prawer (Israel)
- Jean Richard (Frankrig)
- Jonathan Riley-Smith (Storbritannien)
- Steven Runciman (Storbritannien)
- Christopher Tyerman
- Kurt Villads Jensen (Danmark)
- Janus Møller Jensen (Danmark)